# Mesnil-sur-l'Estrée

Mesnil-sur-l'Estrée este o comună în departamentul Eure, Franța. În 1 ianuarie 2022 avea o populație de 942 de locuitori.